# Bannwald

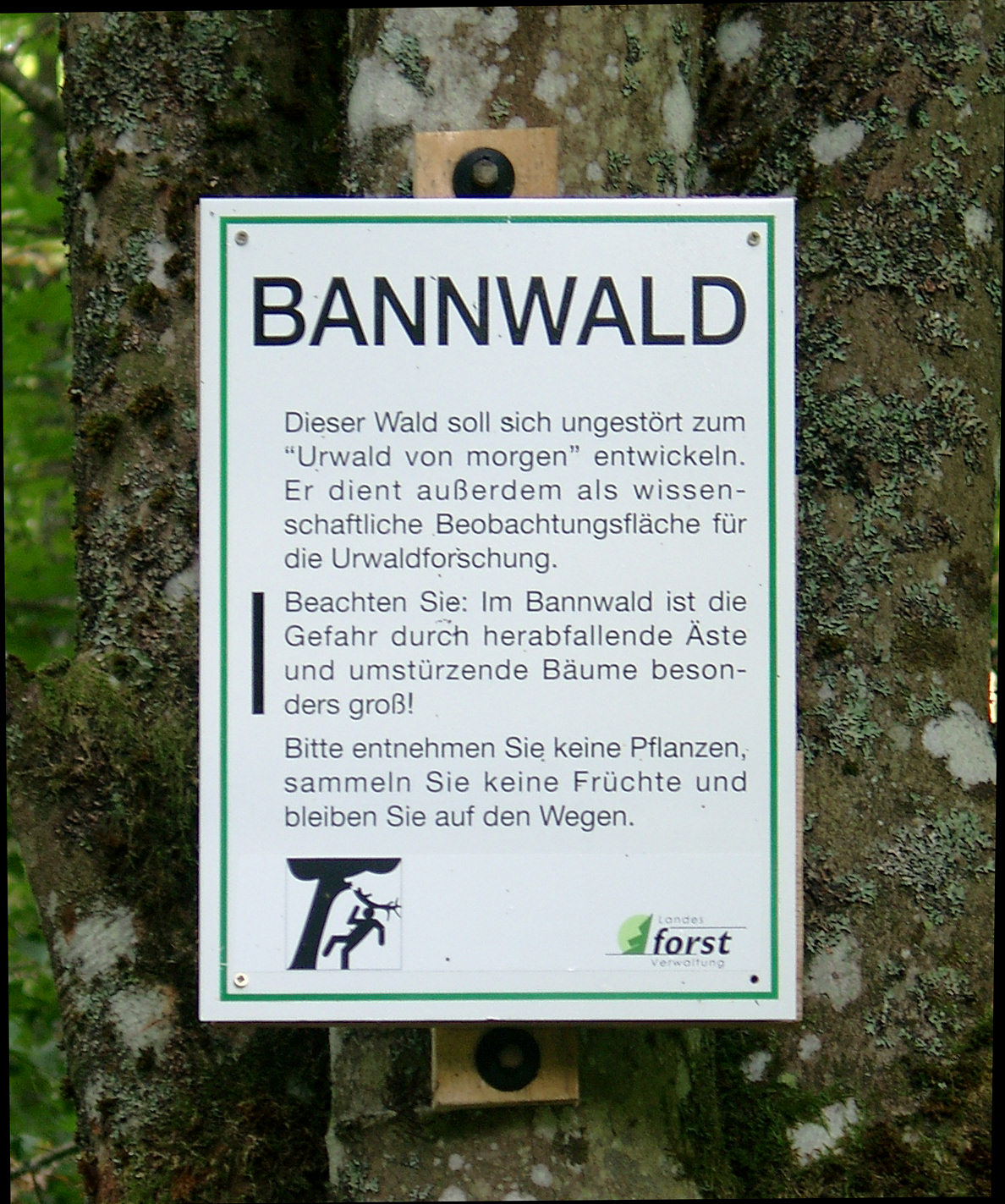
Hinweisschild

Der Begriff Bannwald bedeutet allgemein ein als Ganzes erhaltenswertes Waldstück – oder eine spezielle Form davon.
Im deutschsprachigen Raum wird mit dem Ausdruck Bannwald allgemein ein Waldbestand oder -gebiet bezeichnet:
- Schutzwald, zum Schutz vor Lawinen, Felssturz, Murgang oder Hochwasser.
- Waldschutzgebiet, geschützte Waldgebiete aus Gründen des Natur- und Umweltschutzes.
- Erholungswald, bisweilen auch als Erholungsraum.

Je nach Waldrecht gibt es hierbei Überschneidungen und Unterschiede zwischen den Begriffen Bannwald, Schutzwald und Erholungswald.
Die forstwirtschaftliche Nutzung ist weiterhin erlaubt und bei Schutzwäldern sogar ausdrücklich erwünscht (außer in Baden-Württemberg). Untersagt ist sie hingegen in Kernzonen von Naturschutzgebieten. Kein Bannwald ist das unter Waldbann fallende forstliche Sperrgebiet (befristet gesperrtes Waldstück) oder das befristete Jagdgebiet oder Wildschutzgebiet (während der Jagdzeit oder Zeiten wie Brunft und Aufzucht für Zutritt gesperrte Gebiete).

## Geschichte
Der Begriff Bann stammt aus dem Mittelalter. Bannwald stand damals für ein Waldgebiet (Bannforst), in dem das Recht der Nutzung (Forstbann) dem Landesherrn vorbehalten war. Dies galt zunächst nur für Jagd (Jagdbann) und Fischerei, später auch für die übrige Nutzung des Waldes (Wildbannforst). In den Gebirgstälern der Schweiz war der Bannwald zum Schutz vor Lawinen, aber auch zur Sicherstellung von Holz für Verbauungen von Wildbächen vorgesehen. Bannbriefe aus dem 14. Jahrhundert erwähnen Lawinenschutz, Schutz vor Steinschlag und Uferschutz. Die Auffassung vom Bannwald spielt eine wesentliche Rolle in dem Roman Die Martinsklause von Ludwig Ganghofer, worin sich ein tyrannischer Verwalter in Berchtesgaden Rechtsansprüche anmaßt.

## Deutschland
Im Bundeswaldgesetz als Rahmengesetz wird in „§ 12 Schutzwald“ und in „§ 13 Erholungswald“ an Stelle von Bannwald definiert. Näheres regeln die Landeswaldgesetze.

### Baden-Württemberg

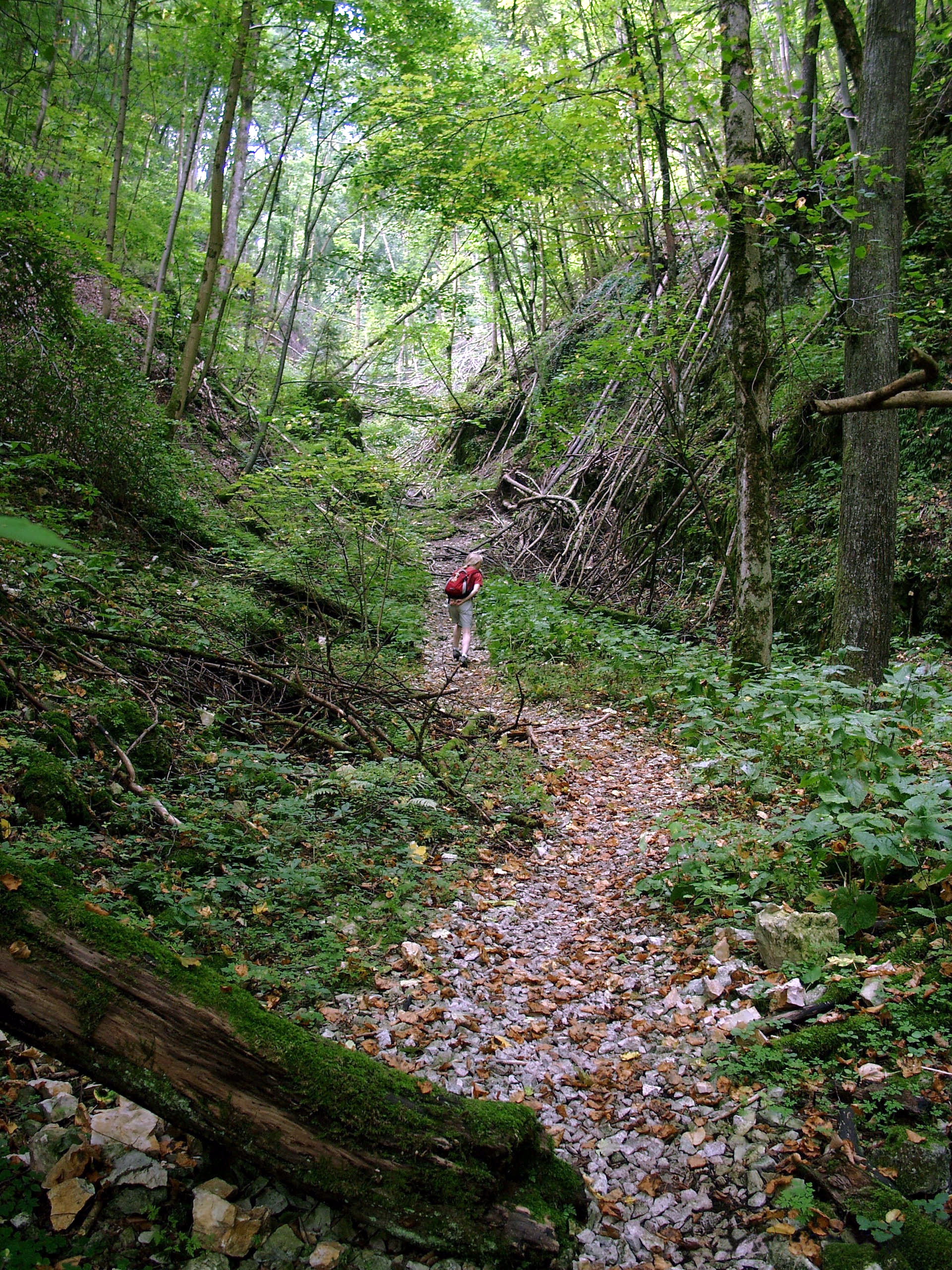
Bannwald mit Fußweg in Baden-Württemberg

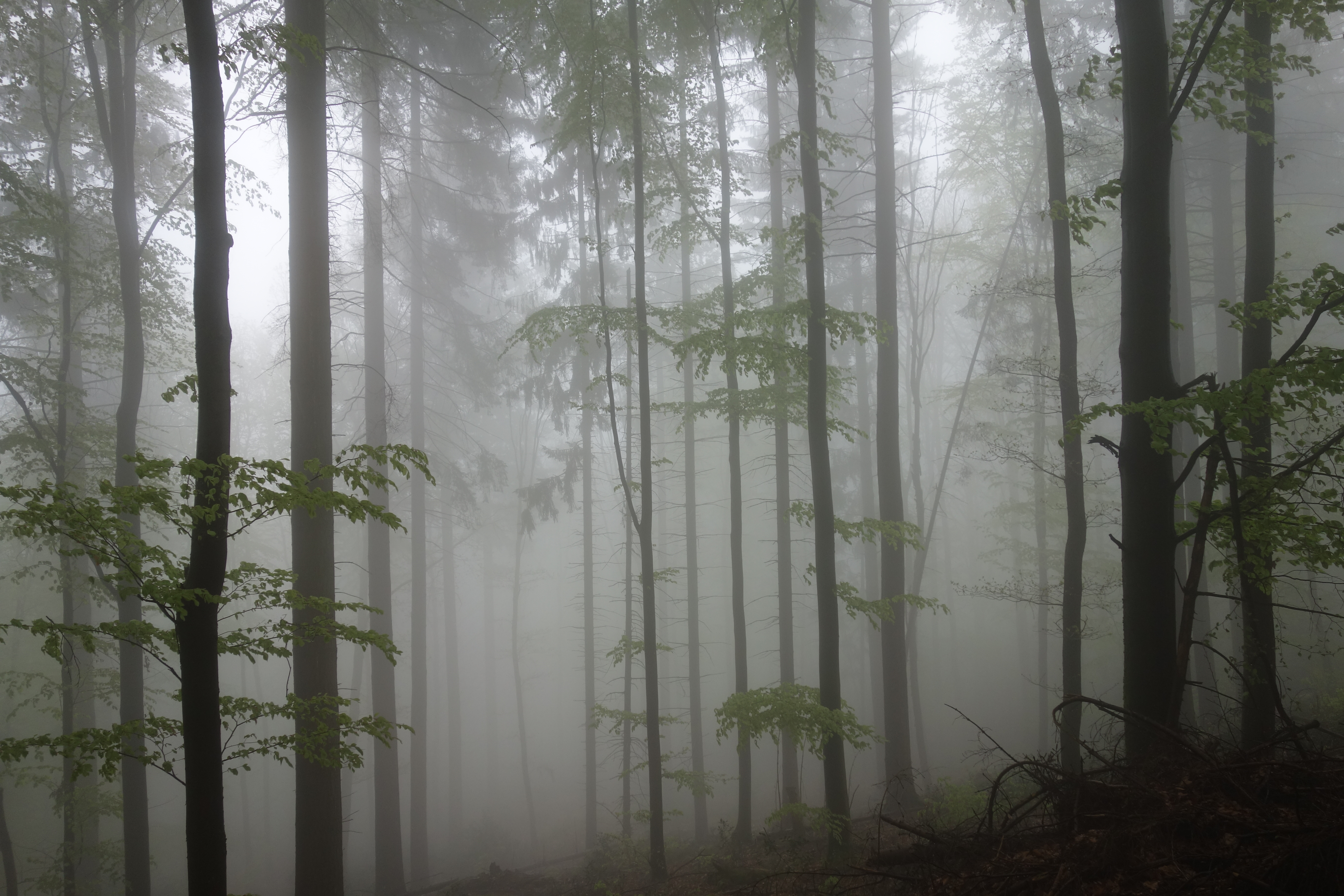
Bannwald im Nebel, Naturschutzgebiet Battertfelsen bei Baden-Baden

In Baden-Württemberg sind Bannwälder Totalreservate, in denen jegliche Nutzung per Rechtsverordnung verboten ist. In anderen Bundesländern Deutschlands sind die Totalreservate unter dem Namen Naturwaldreservat, Naturwaldparzelle, Naturwaldzelle oder Naturwald bekannt. Bannwälder dienen der wissenschaftlichen Erforschung natürlicher Abläufe in Wäldern. Durch ihren Reichtum an Struktur und abgestorbenem Holz sind Bannwälder Rückzugsgebiete für viele bedrohte Tier-, Pflanzen- und Pilzarten.
In § 32, Waldschutzgebiete des Landeswaldgesetzes Baden-Württemberg heißt es:
(1) Wald kann mit Zustimmung des Waldbesitzers durch Rechtsverordnung der höheren Forstbehörde zum Waldschutzgebiet (Bannwald oder Schonwald) erklärt werden, wenn es zur Sicherung der ungestörten natürlichen Entwicklung einer Waldgesellschaft mit ihren Tier- und Pflanzenarten oder zur Erhaltung oder Erneuerung einer bestimmten Waldgesellschaft mit ihren Tier- und Pflanzenarten oder eines bestimmten Bestandsaufbaus geboten erscheint, forstliche Maßnahmen zu unterlassen oder durchzuführen. Der Schutzzweck ist in der Rechtsverordnung festzulegen. Soweit die Rechtsverordnung Bestimmungen zum Artenschutz enthält, sind diese mit der höheren Naturschutzbehörde abzustimmen.
(2) Bannwald ist ein sich selbst überlassenes Waldreservat. Pflegemaßnahmen sind nicht erlaubt; anfallendes Holz darf nicht entnommen werden. Die Forstbehörde kann Bekämpfungsmaßnahmen zulassen oder anordnen, wenn Forstschädlinge oder Naturereignisse angrenzende Wälder erheblich gefährden. Die Anlage von Fußwegen ist zulässig.
(3) Schonwald ist ein Waldreservat, in dem eine bestimmte Waldgesellschaft mit ihren Tier- und Pflanzenarten, ein bestimmter Bestandsaufbau oder ein bestimmter Waldbiotop zu erhalten, zu entwickeln oder zu erneuern ist. Die Forstbehörde legt Pflegemaßnahmen mit Zustimmung des Waldbesitzers fest.
(4) Angrenzender Wald ist so zu bewirtschaften, dass Waldschutzgebiete nicht beeinträchtigt werden.
(5) In der Rechtsverordnung nach Absatz 1 können 
- Pflegemaßnahmen an Wald nach Art und Umfang vorgeschrieben werden,
- Vorschriften über das Verhalten der Waldbesucher erlassen werden,
- die Jagdausübung besonders geregelt werden.

(6) Waldschutzgebiete, die durch Erklärung der höheren Forstbehörde festgesetzt wurden, sind innerhalb eines Zeitraums von zehn Jahren nach Inkrafttreten dieses Gesetzes durch Rechtsverordnung neu auszuweisen. Eine Beteiligung der Träger öffentlicher Belange oder benachbarter Waldbesitzer ist nicht erforderlich, wenn die Abgrenzung der Waldschutzgebiete nicht oder nur unwesentlich verändert wird. § 36 Abs. 2, 3 und 4 kommt in diesen Fällen nicht zur Anwendung.

### Bayern

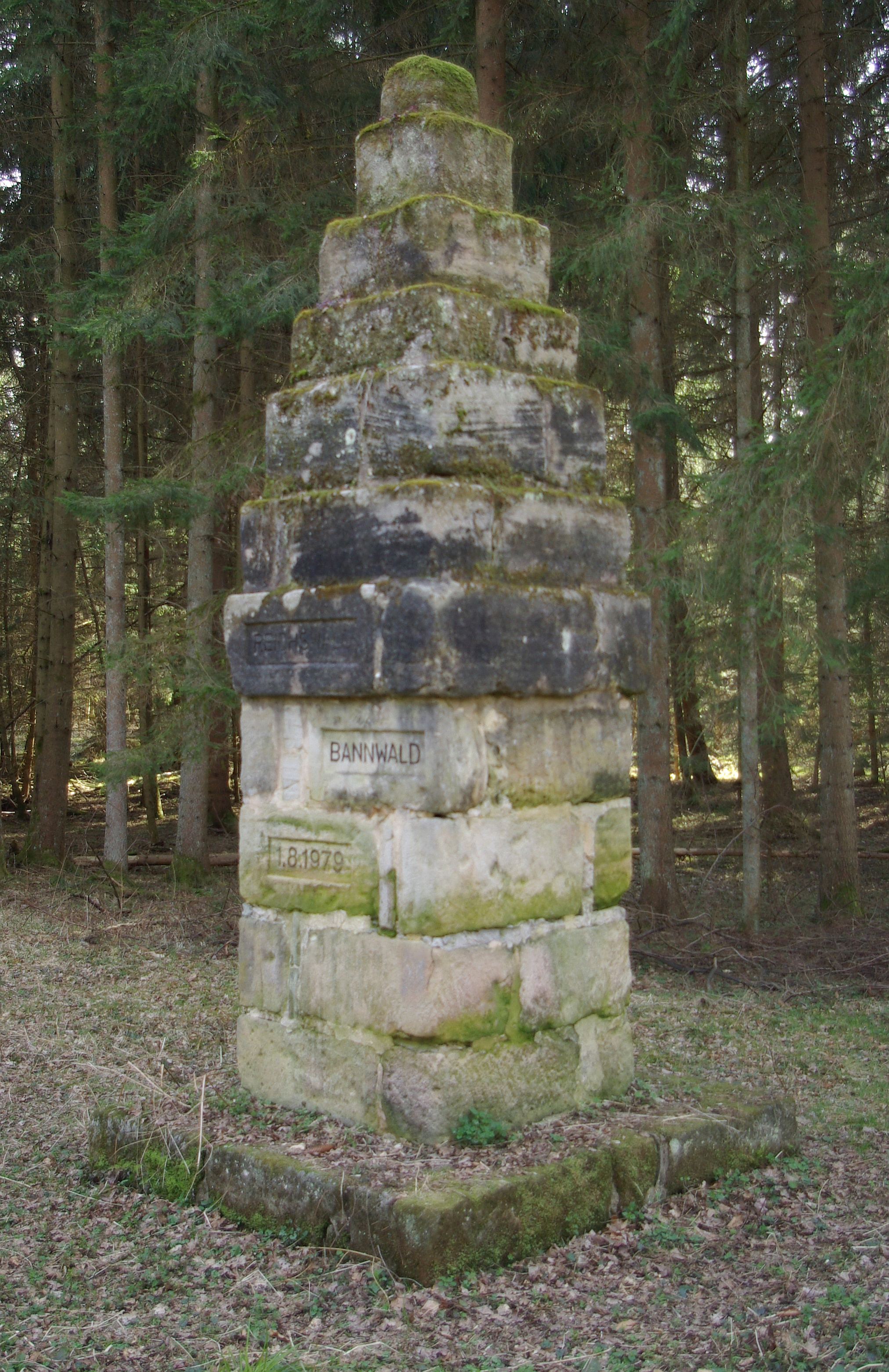
Bannwald-Denkmal im Sebalder Reichswald

In Bayern darf Rodung selbst mit Genehmigung nur erfolgen, wenn direkt angrenzend Ersatzaufforstung gewährleistet ist, die hinsichtlich Ausdehnung und Funktionen dem zu rodenden Wald annähernd gleichwertig ist oder gleichwertig werden kann. Zur Ausweisung von Bannwald steht im bayerischen Waldgesetz (BayWaldG):
Art. 11 Bannwald
(1) Wald, der auf Grund seiner Lage und seiner flächenmäßigen Ausdehnung vor allem in  Verdichtungsräumen und waldarmen Bereichen unersetzlich ist und deshalb in seiner Flächensubstanz erhalten werden muss und welchem eine außergewöhnliche Bedeutung für das Klima, den Wasserhaushalt oder für die Luftreinigung zukommt, soll durch Rechtsverordnung zu Bannwald erklärt werden.
(2) Zu Bannwald kann durch Rechtsverordnung ferner Wald erklärt werden, der in besonderem Maß dem Schutz vor Immissionen dient.
Art. 38 Verfahren zur Erklärung von Wald zu Bannwald oder Erholungswald
(1) 1 Die Entwürfe der Rechtsverordnungen einschließlich der Pläne, auf die zur Festlegung der Grenzen des Bannwaldes oder des Erholungswaldes nach Art. 51 Abs. 3 des Landesstraf- und Verordnungsgesetzes Bezug genommen wird, sind den betroffenen Gemeinden zur Stellungnahme zuzuleiten. 2 Außerdem sollen die Behörden und Stellen, die Träger öffentlicher Belange sind und deren Aufgabenbereich berührt wird, sowie die berufsständischen Vertretungen der Waldbesitzer gehört werden.
(2) 1 Die Entwürfe der Rechtsverordnungen sind außerdem mit den Plänen auf die Dauer eines Monats öffentlich bei der Kreisverwaltungsbehörde oder bei einer von ihr bestimmten Stelle auszulegen. 2 Ort und Dauer der Auslegung sind mindestens eine Woche vorher ortsüblich bekannt zu machen mit dem Hinweis, dass Bedenken und Anregungen während der Auslegungsfrist vorgebracht werden können.
(3) Die für den Erlass der Rechtsverordnung zuständige Kreisverwaltungsbehörde prüft die fristgemäß vorgebrachten Bedenken und Anregungen und teilt das Ergebnis den Betroffenen mit.
(4) Wird der räumliche oder sachliche Geltungsbereich einer Rechtsverordnung erheblich verändert, so ist das Verfahren nach den Abs. 1 bis 3 zu wiederholen.

### Hessen

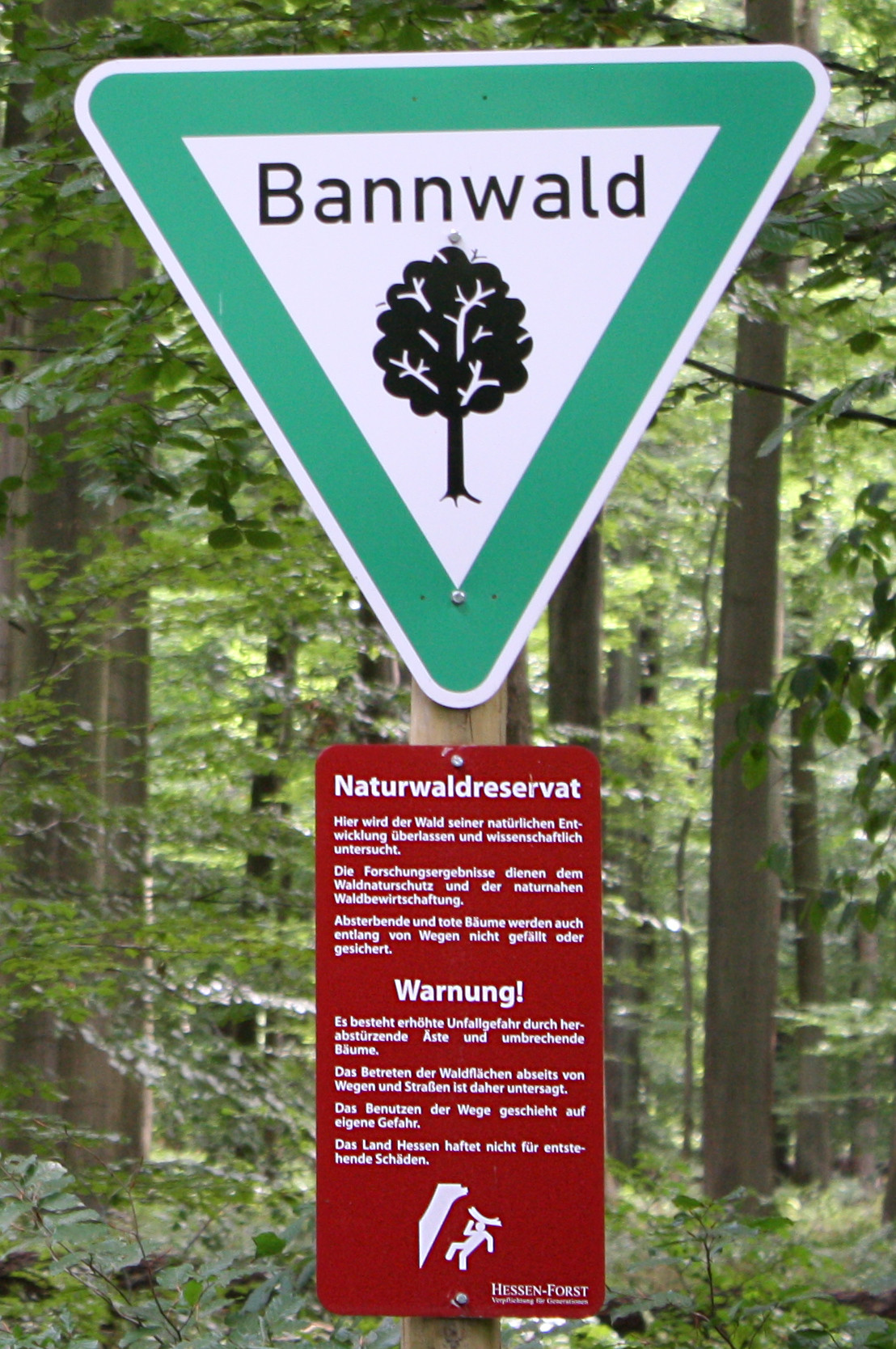
Bannwald Hinweisschild Gemeinde Rockenberg (Hessen)

In Hessen ist ein Bannwald ein Wald, der wegen seiner Lage, flächenmäßigen Ausdehnung und seiner außergewöhnlichen Bedeutung für Wasserhaushalt, Klima und Luftreinigung in seiner Flächensubstanz erhalten werden muss und deshalb nur in Ausnahmefällen gerodet werden darf. Häufig handelt es sich um Wälder in Verdichtungsräumen oder in waldarmen Gebieten. Geeignete Waldflächen werden durch die Regionalplanung als Bannwald ausgewiesen und durch Rechtsverordnung der Regierungspräsidien als obere Forstbehörden (§ 13) zu Bannwald erklärt.

## Österreich
In Österreich ist der Schutzwald nach § 21 ff. und der Bannwald nach § 27 ff. des Forstgesetzes von 1975 festgelegt.

## Schweiz
Das gesamtschweizerische Waldgesetz verwendet nicht mehr den Begriff «Bannwald», sondern Schutzwald.